# Psalterion
Das Psalterion (Ψαλτήριον) ist ein liturgisches Buch verschiedener Ostkirchen für das Stundengebet. Sein Kern ist das biblische Buch der Psalmen in der Übersetzung der Septuaginta.
Im griechischen Bereich werden zwei Haupttypen unterschieden:
- Das Jerusalemer Psalterion, eingeteilt in 4782 oder 4784 Verse, benutzt in der Alt-Jerusalemer Liturgie.
- Das Konstantinopler Psalterion, eingeteilt in 2542 Verse, benutzt im Byzantinischen Ritus.